# Старокостянтинівський ґебіт
Старокостянти́нівський ґебі́т (нім. Kreisgebiet Staro Konstantonow «Старокостянтинівська округа») — адміністративно-територіальна одиниця генеральної округи Волинь-Поділля Райхскомісаріату Україна з центром у Старокостянтинові, яка існувала протягом німецької окупації Української РСР.

## Історія
Округу (ґебі́т) утворено 1 вересня 1941 опівдні зі Старокостянтинівського, Грицівського, Остропільського і Старосинявського районів тодішньої Кам'янець-Подільської області.
Станом на 1 вересня 1943 Старокостянтинівський ґебіт поділявся на 4 німецькі райони: район Гриців (нім. Rayon Grizew), район Остропіль (нім. Rayon Ostropol), район Старокостянтинів (нім. Rayon Staro Konstantonow) і район Стара Синява (нім. Rayon Stara Sinjawa).
9 березня 1944 року, в ході Проскурівсько-Чернівецької операції, окружний центр зайняли радянські війська.